# リマ・ソポアンガ
リマ・ソポアンガ（Lima Sopoaga、1991年2月3日 - ）は、サモアにルーツを持つニュージーランド出身のラグビーユニオン選手。

## プロフィール
- 弟のトゥポウ（英語版）もラグビー選手[2]。
- U20ニュージーランド代表に選ばれた[3]。
- ニュージーランド代表通算キャップ数は18。
- 2023年からはサモア代表資格を持ち、3キャップを得る。

## 略歴
ウェリントン、ハイランダーズ、サウスランド、ワスプスを経て、2021年、リヨンOUに加入。
2023年、清水建設江東ブルーシャークスに加入。同年12月9日に行われたJAPAN RUGBY LEAGUE ONE第1節日野レッドドルフィンズ戦にて先発出場で日本での公式戦初出場を果たした。
2025年6月、清水建設江東ブルーシャークスを退団した。